# Blade 2
Blade 2 (v anglickém originále Blade II) je americký akční film z roku 2002, který natočil Guillermo del Toro podle komiksových příběhů o Bladeovi. Do amerických kin byl film, jehož rozpočet činil 54 milionů dolarů, uveden 22. března 2002, přičemž celosvětově utržil 155 010 032 dolarů. Ve snímku si titulní roli zopakoval Wesley Snipes, který hrál i v předchozím filmu Blade a v navazujícím snímku Blade: Trinity.

## Příběh
Lovec upírů Blade hledá v Evropě s pomocí mladého Scuda svého mentora Whistlera, který přežil pokus o sebevraždu. Mezitím se v Praze objeví nový druh vampýra, který zabíjí nejen lidi, ale i vlastní druh a velmi rychle tak šíří zmutovaný upíří virus. Upírská komunita se pro svoji záchranu musí spojit s Bladem, kterému poskytne speciální jednotku Bloodpack, jež byla cvičena právě na boj s ním.

## Obsazení
| Wesley Snipes      | Eric Brooks / Blade |
| Kris Kristofferson | Abraham Whistler    |
| Ron Perlman        | Reinhardt           |
| Leonor Varela      | Nyssa Damaskinosová |
| Norman Reedus      | Josh / Scud         |
| Thomas Kretschmann | Eli Damaskinos      |
| Luke Goss          | Jared Nomak         |
| Matthew Schulze    | Chupa               |
| Danny John Jules   | Asad                |
| Donnie Yen         | Snowman             |
| Karel Roden        | Karel Kounen        |